# Венанцій Фортунат
Венанцій Фортунат (повне ім'я Венанцій Гонорій Клементіан Фортунат; лат. Venantius Fortunatus; між 530 і 540, Дуплавіліс (нині Вальдобб'ядене), поблизу Тревізо, Венеція — приблизно 600 або 609, Пуатьє, Франкська держава) — латиномовний поет і агіограф. Один із найвідоміших латинських поетів і церковних письменників епохи Меровінгів. Сучасні історики вважають його продовжувачем Авсонія, представником латинської поезії «темних віків», також останнім поетом античності.
У 565 році здійснив подорож до Галлії аби вклонитись мощам святого Мартина Турського і віддячити йому за своє зцілення. 567 року прибув до Пуатьє, де познайомився зі святою Радегундою, та залишився жити у цьому місті до кінця свого життя, в абатстві Святого Хреста. У тому ж році прийняв постриг. Пізніше, завдяки підтримці Радегунди, був висвячений у сан священика, наприкінці життя став єпископом Пуатьє.
Ніколи не був канонізований, але шанувався як святий. Його пам'ять, як святого відзначається 14 грудня.

## Життєпис

### Ранні роки та освіта
Венанцій Фортунат народився між 530 — 540 роками в містечку Дуплавіліс (нині Вальдобб'ядене), поблизу Тарвізіо (тепер Тревізо), на північному сході сучасної Італії, можливо, в аристократичній родині. Про те, хто були його батьки, історичні джерела нічого не повідомляють. Він виріс під час візантійського завоювання Італії, але до цього часу триває суперечка: де Венанцій провів своє дитинство? Деякі історики припускають, що сім'я Венанція переїхала до Аквілеї, через неспокійну політичну ситуацію у Тревізо після смерті короля остготів Теодоріха Великого. Саме там, він здобув початкову освіту. Хоча немає ніяких доказів цієї теорії, вона зустрічається у джерелах, тому що Венанцій пізніше дуже тепло відгукувався про одного з місцевих єпископів, Павлина I Аквілейського.
Інші вчені, такі як Джудіт Джордж, вважають, що сім'я Фортуната ніколи не переїжджала до Аквілеї, вказуючи, що поет говорив скоріше на діалекті своєї малої батьківщини, ніж на будь-якому іншому діалекті.

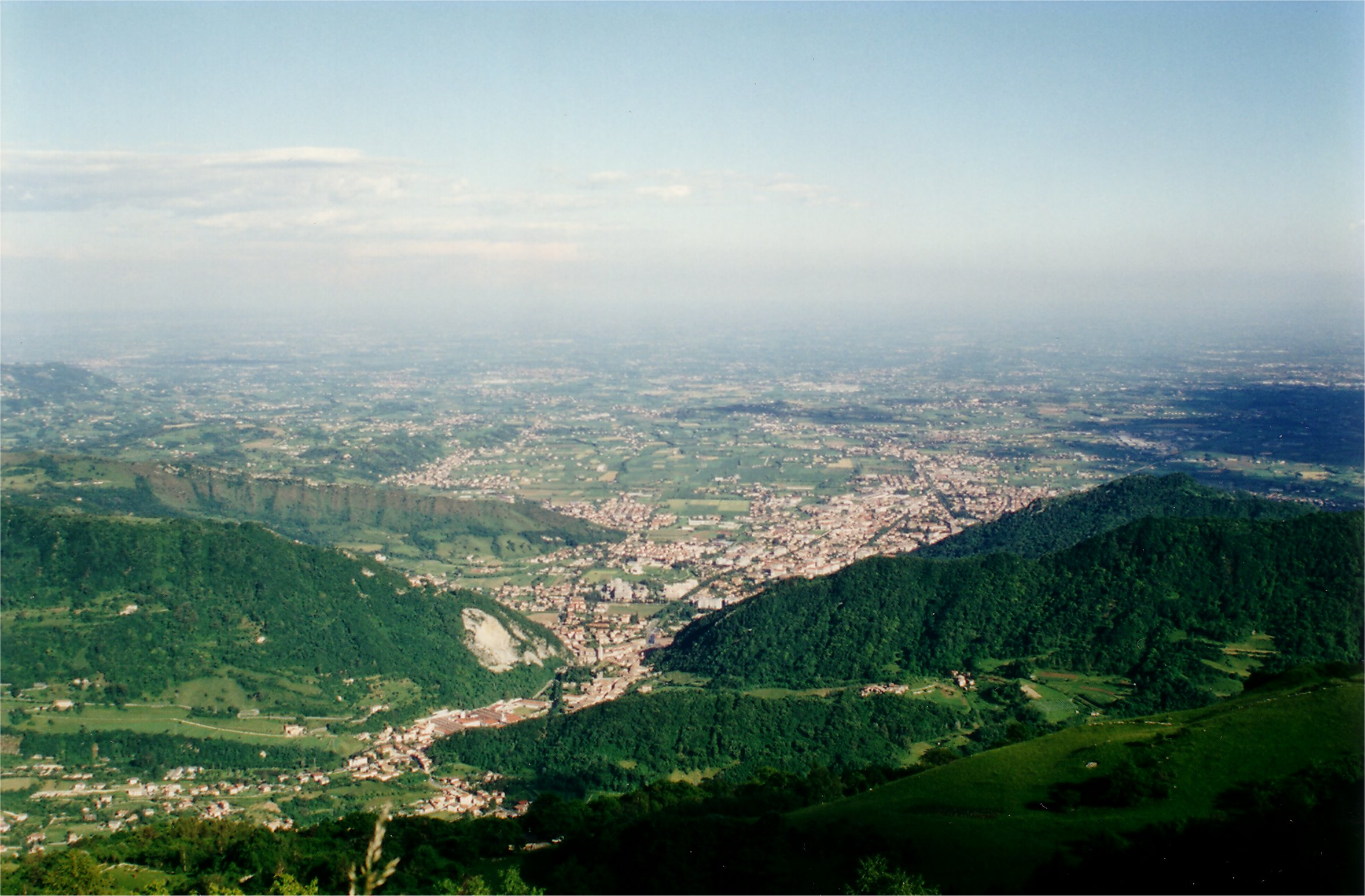
Вітторіо Венето і рівнини. Вид з гори Коль-Вісентін. Рідні місця Венанція Фортуната

Приблизно у 550—560 роках Венанцій вирушив до Равенни, яка була на той час центром візантійських володінь в Італії й славилася своїми знаменитими школами та великою кількістю освічених людей. Там отримав класичну римську освіту, вивчаючи граматику, риторику, юриспруденцію та поезію. Його пізні роботи вказують на те, що він був знайомий не тільки з творчістю таких класичних поетів, як Вергілій, Горацій, Овідій, Стацій та Марціал, а також із творами християнських поетів, таких як Аратор, Клавдіан і Седулій. На Венанція вплинули роботи поетів-класиків, і протягом усієї поетичної творчості в його творах можна знайти схожість з творіннями цих видатних поетів. Крім того, на нього, ймовірно, справило вплив знання грецької мови та класичних грецьких письменників і філософів, оскільки він неодноразово посилається на них у своїх творах.

### Подорож в Галію
Згідно з повідомленнями Павла Диякона, Венанцій Фортунат став втрачати зір, після чого в базиліці святих Павла та Іоанна він, разом зі своїм другом Феліксом, майбутнім єпископом Тарвізіо, який також страждав сильними очними болями, звернувся з молитвами до святого Мартина Турського. Протерши очі краплею олії з лампади, що горіла перед вівтарем святого, Фортунат, начебто, повернув собі зір і, щоб віддячити Мартину і поклонитися мощам святого, наприкінці 565 року здійснив подорож до Галії.
Фортунат на початку шляху вирушив до Аквілеї, звідки по річці Тальяменто через Цульйо досяг перевалу біля Тарвізіо в Юлійських Альпах, потім перейшов Драву близько Лієнц, по річці Рієнци дійшов до перевала Бреннер, перебрався через річку Інн при Інсбруку та звідти, перейшовши Лех, прибув в Аугсбург. Надалі шлях невідомий, і важко сказати, де він перетинав Дунай і Рейн. Правда, з його творів слідує, що він також побував в Майнці, де разом із місцевим єпископом Сиднієм відзначав зведення баптистерія та церкви Святого Георгія, в Кельні, де його гостинно прийняв єпископ Карентін, та Трірі, де він написав похвалу єпископу Ніцетію, який побудував замок на річці Мозель. Але в книгах Фортуната хронологічний порядок віршів частково порушений переписувачами, тому існує ймовірність того, що він побував там пізніше.
На початку весни 566 року він прибув у Мец до двору короля Австразії Сігіберта I, де залишався досить тривалий час і був присутній на його весіллі з Брунгильдою, дочкою короля вестготів Атанагільда. Цій події Венанцій присвятив епіталаму та елегію, і, завдяки цьому, у нього з'явилося багато шляхетних покровителів і друзів серед австразійскої знаті, для яких він також написав ряд творів. На підставі тексту одного з віршів, назва якого не збереглося, передбачається, що Венанцій Фортунат міг бути навіть хрещеним батьком першої дитини молодят — їх дочки Інгунди.

Франкські королівства після смерті Хлотаря I (561 рік)

Однак деякі історики вважають, що Фортунат зробив свій вояж зовсім з іншої причини: тоді наступні події постають у дещо іншому світлі. У своїх творах, Венанцій Фортунат зображує себе в образі мандрівного менестреля, який подорожує тільки заради пригод, запевняє, що він прибув до франкського світу, щоб вшанувати могилу святого Мартина в місті Турі. Однак, він попрямував не в бік Тура, який на той час належав королю Харіберту I, а подався у володіння короля Сігіберта. Також, перехід через Альпи, в розпал зими, робить цю версію малоймовірною, тим більше зима 565–566 року була дуже холодною. Хронист Марій Аваншський зазначав: «В цьому році була сувора зима, і протягом п'яти або навіть більше місяців, через велику кількість снігу не було видно землі; від таких тягот загинуло безліч звірів». Отже, лише виняткова потреба змусила Венанція зробити поїздку в таку погоду. Також, заслуговує на увагу те, що Венанція в дорозі супроводжував франкський посланець Сігоальд, який отримав від палацу подорожню, тобто документ, що дозволяв безплатно користуватися поштовими кіньми. Можливо, присутність Венанція на весіллі Сігіберта і Брунгільди не була простим збігом, а, навпаки, стала результатом активної та свідомої підготовки. Найімовірніше, Венанцій Фортунат був спеціально викликаний з Італії, щоб описати це весілля у своїх віршах. На думку Брюно Дюмезіля, Венанцію Фортунату, який згодом придбав у Галлії певну репутацію, мабуть, було незручно зізнатися, що його просто найняли за гроші, і він вважав за краще послатися на благочестиве паломництво.
Покинувши Мец, восени, того ж року, Венанцій Фортунат приїхав до Парижа, де провів зиму та познайомився з іншими представниками меровінгської династії — вдовою Хільдеберта I Вультроготою і дочкою Теодоріха I Теодехільдою, не забувши про це згадати у своїх віршах. У Парижі в той час правив Харіберт I, відомий одруженням з черницею Марковефою і відлученням від церкви, накладеним на них обох єпископом Парижа Германом. Цю історію Венанцій замовчує у своїх творах, мабуть, вважаючи її недостойною короля. Зате прославляє інші заслуги Харіберта I та Германа. Надалі він відвідав декілька міст та замків, де бувши попередником трубадурів, користувався гостинністю аристократії та вихваляв їх за це у віршах.
У 567 році Венанцій прибув до міста Тур, де його радо прийняв єпископ Євфроній, попередник Григорія Турського на місцевій єпископській кафедрі. Однак Фортунат надовго не затримався, і, не виключено, вже тоді Венанцій познайомився з Григорієм, але в його віршах про це не згадується.

### Перші роки в Пуатьє

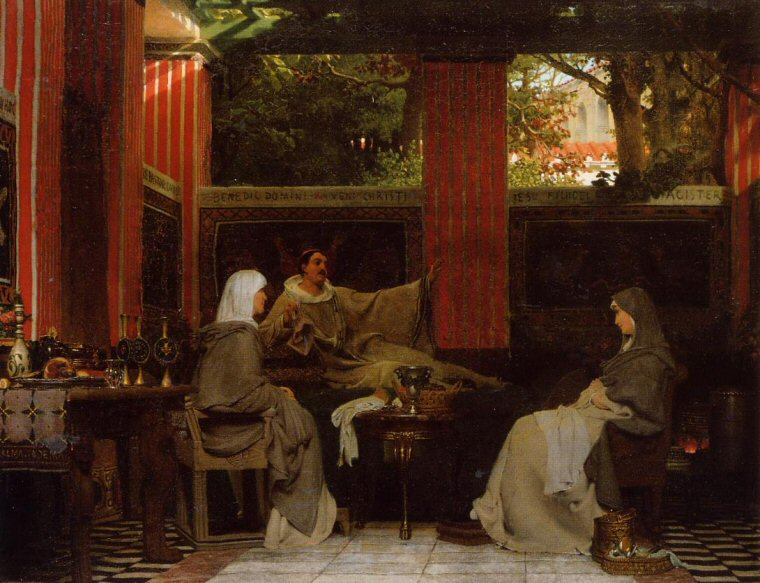
Венанцій Фортунат читає свої вірші Радегунді. Картина Лоуренса Альма-Тадема (1862 рік)

Кінцевим пунктом подорожі Венанція Фортуната стало місто Пуатьє, де він познайомився зі святою Радегундою. В її особі він знайшов «споріднену душу» та залишився жити в Пуатьє, в монастирі Святого Хреста, де того ж року прийняв постриг, і жив там до кінця свого життя. Хоч серед істориків існує думка, що він не повернувся на батьківщину через вторгнення в Італію лангобардів.
Радегунда та її близька подруга, ігуменя Агнеса, полонені освіченістю і талантом поета, часто проводили з ним вечори в довгих розмовах, склавши для нього ідеальне коло повсякденного спілкування. Венанцій Фортунат став духівником та біографом Радегунди — збереглися дві поеми, написані ними у співавторстві. Також він присвятив їй багато віршів, що прославляють розум святої, її гідність та благочестя.
Незадовго до прибуття Венанція до Пуатьє, Радегунда стала ініціатором листування з Константинополем щодо доставлення у Галію великої реліквії — маленької частки Животворного Хреста Господнього, який Ісус Христос ніс на Голгофу та на якому його розіп'яли. Вона ж послала по цю реліквію своїх кліриків. 568 року, вона отримала цю реліквію від візантійського імператора Юстина II. Оскільки єпископ Пуатьє Маровій, був роздратований тим, що виявився непричетним до цієї події то відмовився зустрічати її та поїхав з міста, то Сігіберт I доручив цю важливу місію єпископу Тура Євфронію, який прибув зі своїми кліриками в Пуатьє. 19 листопада вони перенесли святиню у монастир зі співами псалмів, із запаленими свічками та при кадінні ладану. Реліквію вітало все населення міста, люди співали гімни, складені з цього приводу Венанцієм Фортунатом — святиня була вміщена у монастир, який відтоді став мати ім'я Святого Хреста.
Після обміну послами, під час доставлення реліквії, Радегунда отримала можливість встановити зв'язок із ріднею, яка переховувалась у Константинополі. Її двоюрідний брат, якого вона дуже любила, — Амалафрід, був прийнятий на візантійську військову службу, хоч найімовірніше, до цього часу він вже помер. З кінця 552 року про його долю нічого не відомо. З цього приводу Венанцій від імені Радегунди написав елегію «Про загибель Тюрінгії».
Оселившись в Пуатьє, Венанцій став свідком пишної весільної процесії вестготської принцеси Ґалсвінти, сестри Брунгільди, яка прямувала в Руан, де вона мала вийти заміж за короля Нейстрії Хільперіка I. За кілька місяців він до неї охолов, та за наказом короля, вона була задушена у власній спальні. Хільперік I, за деякий час, уклав шлюб з Фредегундою, яка за чутками була причетна до цього вбивства. Ці події спричинили війну між Хільпериком та Сігібертом та надихнули Венанція на розлогу елегію, яку, ймовірно, він задумав як розраду для матері та сестри Ґалсвінти. Найімовірніше, поет склав її незабаром після сумних подій, а написана вона на прохання Радегунди, оскільки навряд чи Венанцій без її відома і підтримки зважився б зачепити настільки болючу для королівської династії тему.

### Священник абатства Сен-Круа де Пуатьє

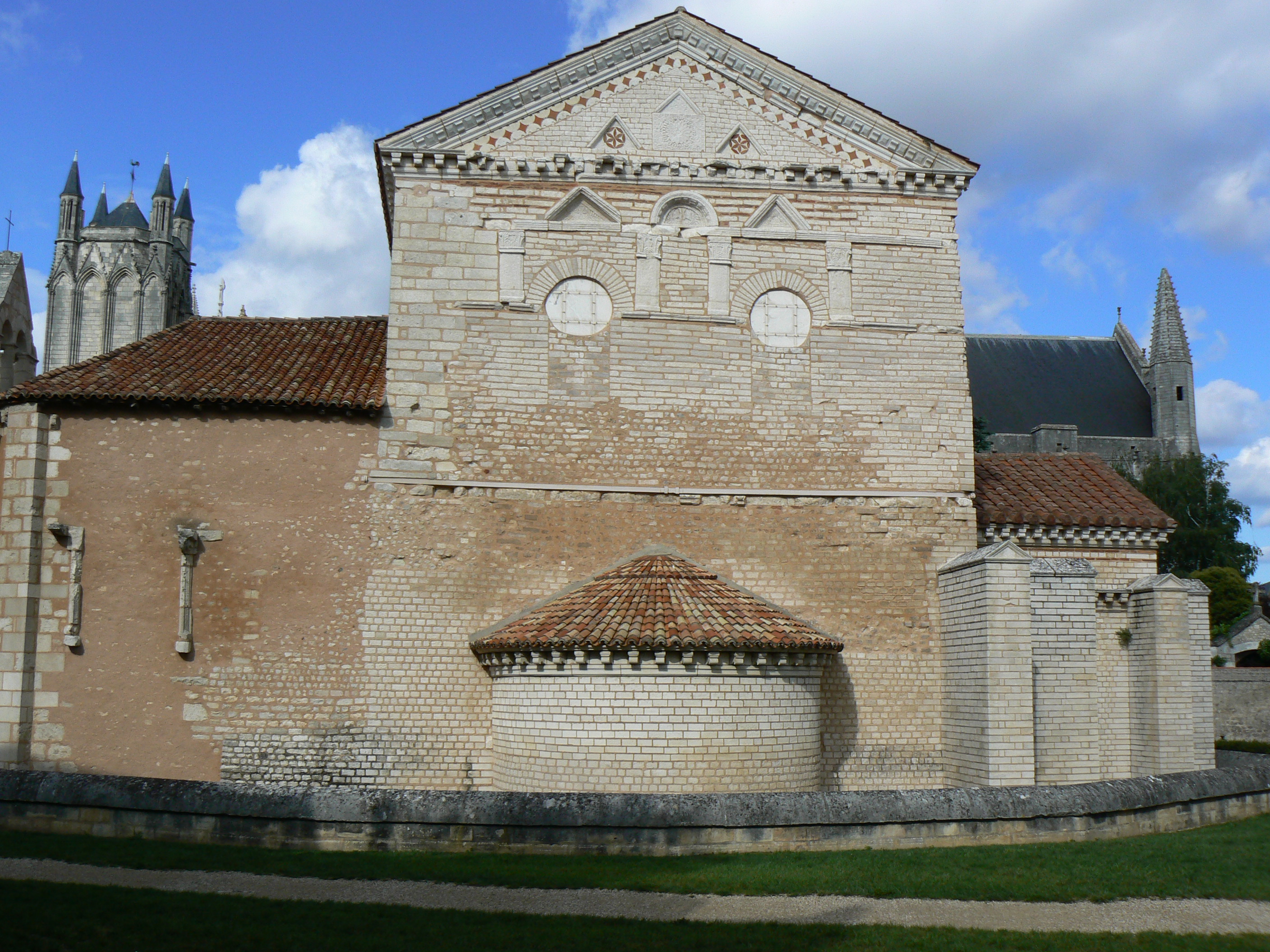
Баптистерій Іоанна Хрестителя в Пуатьє. Південний фасад. Найстаріша сакральна будова (IV століття) у Франції, поряд з яким був побудований монастир Святого Хреста. На задньому плані видно Кафедральний Собор Святого Петра (Пуатьє). Тут часто бував Венанцій Фортунат

У 573 році єпископ Євфроній помер, і Турську кафедру успадковував його двоюрідний племінник Григорій Турський, який згодом став близьким другом Венанція Фортуната. Вони були, майже, ровесники — їх об'єднувала любов до словесності. Григорій зміг оцінити, який хист мав його товариш. І завдяки його наполегливості, Венанцій, що легковажно ставився до своїх віршів, зрештою узявся за їх збирання та публікацію. У своїх «Чудесах святого Мартина» Григорій Турський порівнював його з Сульпіцієм Севером та Пауліном з Периге. Приблизно у 576 році, завдяки підтримці Радегунди, поет був висвячений у сан священника.
За монастирськими завданнями, Венанцій Фортунат побував в різних областях Галлії та Бретані, познайомився з багатьма представниками єпископату того часу. Під час однієї з таких поїздок, Герман Паризький запрошував Венанція переїхати жити до [[Париж]у, при чому поет спочатку навіть пристав на пропозицію, але прихильність до Радегунди взяла гору, і він повернувся в Пуатьє.
Наприкінці 575 року, Сігіберт I загинув від рук посланих королевою Фредегундою вбивць, які закололи його, змащеними отрутою, кинджалами. Проте й самі впали від рук його стражників. З цього часу Тур і Пуатьє опинилися під владою Хільперіка I, чоловіка Фредегонди, який був найжорстокішим правителем епохи Меровінгів.
У 580 році почався суд над Григорієм Турським. Його звинувачували в поширенні чуток про любовний зв'язок єпископа Бордо Бертрамна з Фредегундою]. Для розгляду цієї справи, король зібрав єпископів на віллі Берні, де Григорій зумів виправдатися клятьбою, а призвідника скандалу Левдаста відлучили від церкви та піддали тортурам. Венанцій Фортунат, як міг, підтримував свого друга в цій неприємній історії та написав з цього приводу кілька віршів, які, змалили гнів короля Хільперіка I. 584 року, після вбивства Хільперіка I, Тур і Пуатьє повернулися під австразійську корону, де в той час королював Хільдеберт II, юний син Сігіберта I.
13 серпня 587 року померла Радегунда і Венанцію було тяжко залишатися в Пуатьє. Щоб залікувати душевну рану, він покидає місто, з яким були пов'язані найщасливіші роки його життя, погодившись скласти компанію Григорію Турському, якого Хільдеберт II попрохав приїхати до Мецу — там треба було врегулювати з королем Бургундії Гунтрамном питання дотримання статей Анделотського договору, підписаного 28 листопада того ж року. За умовами договору, між Австразією та Бургундією встановлювалися вічна дружба, а також був проведений розділ колишнього королівства Харіберта I та визначені кордони обох держав. Опис цієї подорожі — зустріч з королівською сім'єю, плавання по Мозелю, бенкет в Андернаха — склало зміст знаменитої поеми Венанція Фортуната «Про моє плавання» (De navigio suo), в якій він змагався в оспівуванні красот Мозеля з Авсонієм, який в IV столітті також мандрував по цій річці.

### Останні роки життя

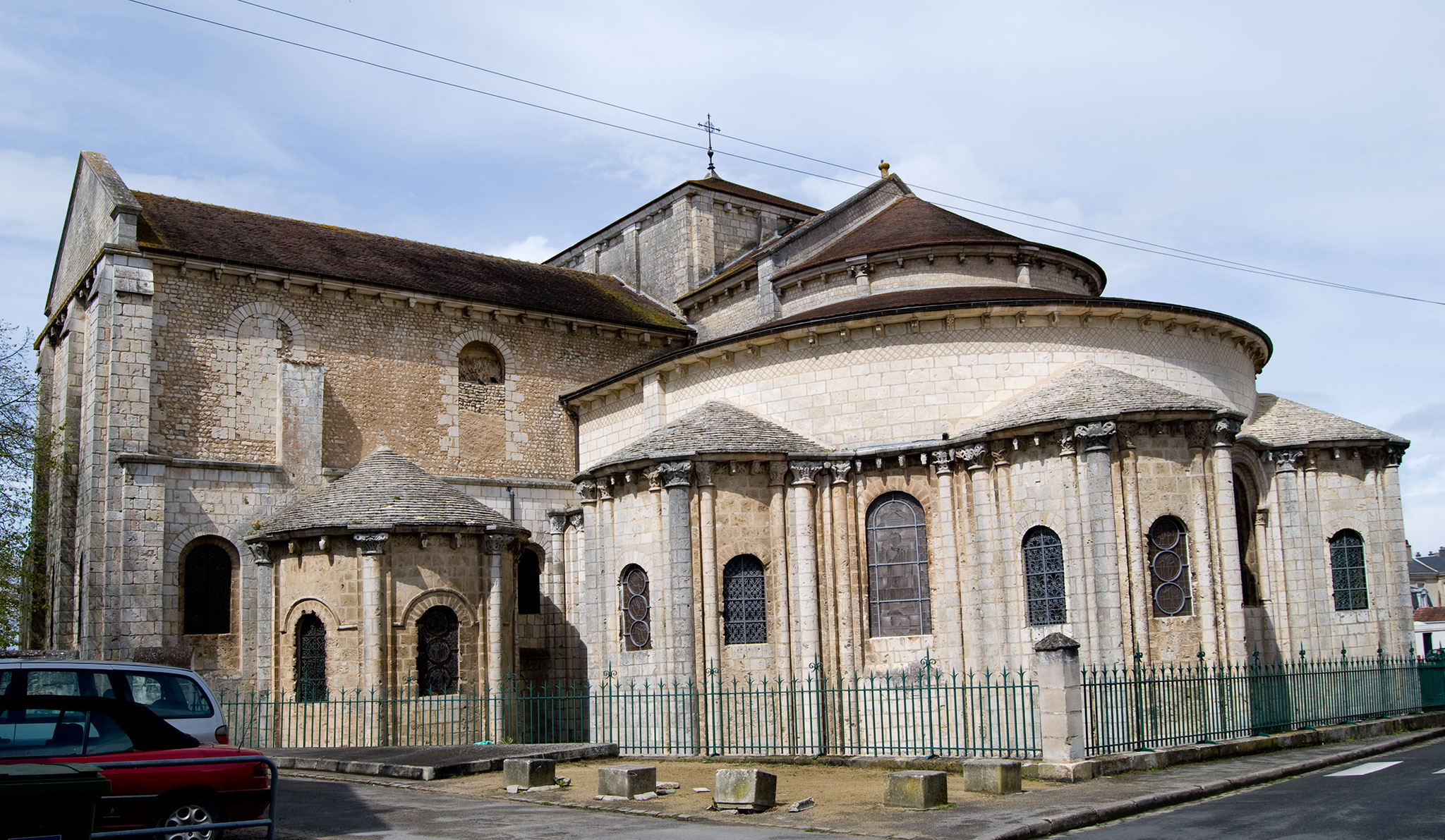
Церква святого Іларія Піктавійського. Місце поховання Венанція Фортуната. Пуатьє. Франція

Після цього Венанцій Фортунат повернувся до Пуатьє, де віддав останні почесті Радегунді, написавши її «Житіє». 589 — в монастирі Святого Хреста відбулися заворушення, спровоковані дочкою Харіберта I — Хродехільдою, яка загордившись своїм королівським походженням, намагалася очорнити абатису Левбоверу, прагнучи посісти її місце. Венанцій адресував своєму давньому другу два послання, звертаючи його увагу на ситуацію, що склалася. 590 року пише вірші з приводу поновлення Григорієм базиліки святого Мартина Турського, в яких прославляв діяльного єпископа, не забувши згадати й про чудеса самого Мартина, свого святого покровителя.
У першій половині 590-х років помер єпископ Пуатьє Маровій, який був дуже незадоволений великим духовним впливом Радеунди на його єпархію і вороже ставився до збудованого на її території монастиря, що не входив в його юрисдикцію. Цю кафедру успадковував Платон, архідиякон Григорія Турського, після чого відносини між абатством Сен-Круа де Пуатьє і місцевими єпископами налагодилися. Точна дата смерті Платона невідома, мабуть, це сталося близько 600 року. Наступним єпископом Пуатьє став сам Венанцій, але незабаром після цього він помер (деякі джерела називають датою його смерті 609 рік) і з відповідними почестями був похований в церкви святого Іларія Піктавійського. Про церковне шанування Венанція Фортуната вперше згадує, наприкінці VIII століття, Павло Диякон, який у той час прибув до Пуатьє, щоб помолитися на його могилі. Тут він склав епітафію знаменитому поетові. Наступником Венанція Фортуната на єпископській кафедрі в Пуатьє був Карегізіл.

## Літературна творчість

### Гімни
Найвідомішими творами Венанція Фортуната є два вірші-гімни, що стали частиною літургії в католицькій церкві: «Прапори віють царські» («Vexilla regis prodeunt») та «Співай, мово, битва славної пристрасті» («Pange, lingua, gloriosi proelium certaminis»), який надихнув святого Тому Аквінського на створення гімну «Pange lingua gloriosi corporis mysterium» (зараз він називається «Торжество святого Тіла і Крові Христа»). Деякі гімни були написані в наслідування римським військовим пісням на честь перенесення в Пуатьє святої реліквії — частки Животворного Хреста Господнього. Найімовірніше, Венанцій був автором написаної від імені Радегунди подячної поеми Юстину II та його дружині Елії Софії.
У католицьке богослужіння (т. н. бревіарій) також увійшли гімн «Як земля і море та ефір…» («Quem terra, pontus, aethera»), складений ним на честь Діви Марії і виконуваний на ранковій та вечірній служби на свята, присвячені Богородиці, два гімни «Про страждання Христові».
Нині гімни Венанція Фортуната використовуються при читанні Псалтиря; один із них був покладений на музику американським композитором Рендаллом Джайлсом («Wonder, Love and Praise», 2001). Помітними творами музичного мистецтва нового часу стали мотет «Vexilla regis prodeunt» (1892) Антона Брукнера та хорова кантата «O Crux Splendidior» Кнута Нюстедта (1977), також написані на слова Венанція Фортуната.

### Панегірики

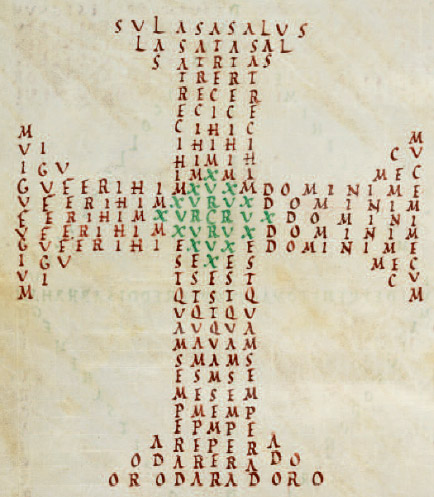
Вірш-хрест «Signaculo Sanctae Crucis» Венанція Фортуната. Бібліотека монастиря Святого Галла, Санкт-Галлен, Швейцарія

Венанцій Фортунат написав одинадцять збірок віршів латинською мовою під загальною назвою «Різні вірші» (Carmina miscellanea), zrs відрізняються жанровим розмаїттям. Вони містять всілякі елегії, епіграми, епіталами, епітафії, панегірики, християнські та релігійні гімни.
Більшість віршів написано дактилічним гекзаметром і елегійним дистихом, хоча серед них зустрічаються і акровірші. Проте головним жанром його поезії вважається панегірик, причому чотири основних панегірики він написав про королів із династії Меровінгів.
Перший панегірик поет написав в Меці, на честь одруження Сігіберта I та Брунгільди. Цей химерний вірш прибраний в антично-міфологічну оболонку, що нагадує стиль класичних латинських поетів.
Наступний панегірик написаний у Парижі, для короля Харіберта I. З тексту створювалося враження, що цей король франків був прямим нащадком самих римських імператорів та мав законні права на римський престол.
Третій панегірик, написаний для короля Нейстрії Хільперіка I, він сповнений суперечностей. Король був знаний як упертий та запальний правитель, проте в цьому творі Венанцій зображує його добрим, жалісливим та милосердним, ніколи не робить поспішних висновків та навіть хвалить вірші короля.
Вірш було написано 580 року у зв'язку з судом за звинуваченням у зраді Григорія Турського — покровителя та друга поета. Припускають, що Венанцій просто намагався заспокоїти короля через непевне майбутнє Григорія. Але інші історики, такі як Бреннан та Джордж, були не згодні з такою точкою зору, кажучи, що поетичний стиль Венанція Фортуната був вельми зухвалим та сповнений моралей. Отже, в цьому вірші він вказував Хільперіку I| як повинен правити ідеальний король. Таким чином, цей твір стає відкритим закликом до його друга Григорія Турського всіляко уникати розбіжностей з Хільперіком I|. В тому ж році він написав елегійного вірша Хільперіку I| та його дружині Фредегонді з приводу передчасної смерті їх синів.
Четвертий панегірик Венанцій присвятив королю Австразії Хільдеберту II та його матері, Брунгільді. Там автор описав здійснену разом із ними прогулянку по Мозелю та Рейну.
Крім панегіриків, Венанцій Фортунат писав інші варіанти віршів, у тому числі похвали, особисті вірші для єпископів і друзів, а також вірші про політичні питання, зокрема тих, де фігурували його друзі. Особливе місце посідає віршоване послання, написане Венанцієм в 573 році до жителів міста Тур, де він дякує їм за обрання єпископом таку гідну людину як Григорій Турський. Його одинадцять збережених книг віршів містять твори, які впорядковані хронологічно і за важливістю сюжету. Наприклад, вірш про Бога йде раніше, ніж панегірик про короля, який своєю чергою написаний перед хвалебною промовою на честь єпископа. Цю збірку віршів, найімовірніше, можна вважати основним первинним джерелом для написання його біографії.

### Агіографія
Крім того, Венанцій написав багато творів агіографічного характеру, до яких відносяться «Житіє святого Мартина», прозові житія Іларія Піктавійського, Марцелла Паризького і Северина Бурдигальського, а також своїх сучасників — Альбіна Анжерського, Германа Паризького, Патерна Авранського і Радегунди.
Його слава як агіографа була настільки велика, що йому приписувалося авторство і ряду інших житій меровінгської епохи — Ремігія Реймського, Медарда Нуайонського, Маурілія Анжерського і Амантія Родезького, а також «Страстей святих Діонісія, Рустика та Елевферія» (Passio SS. Dionysii Rustici et Eleutherii).
«Житіє святого Мартина» — це довга поема, що нагадує класичні епоси грецької та римської літератури, в якій головну увагу звернуто на чудеса святого, які викладені з надмірними подробицями та в піднесеному тоні. У житії Германа Паризького автор також оповідає тільки про його чудеса, майже нічого не розповідаючи про його єпископське служіння і церковно-політичну діяльність.

## Слід в історії

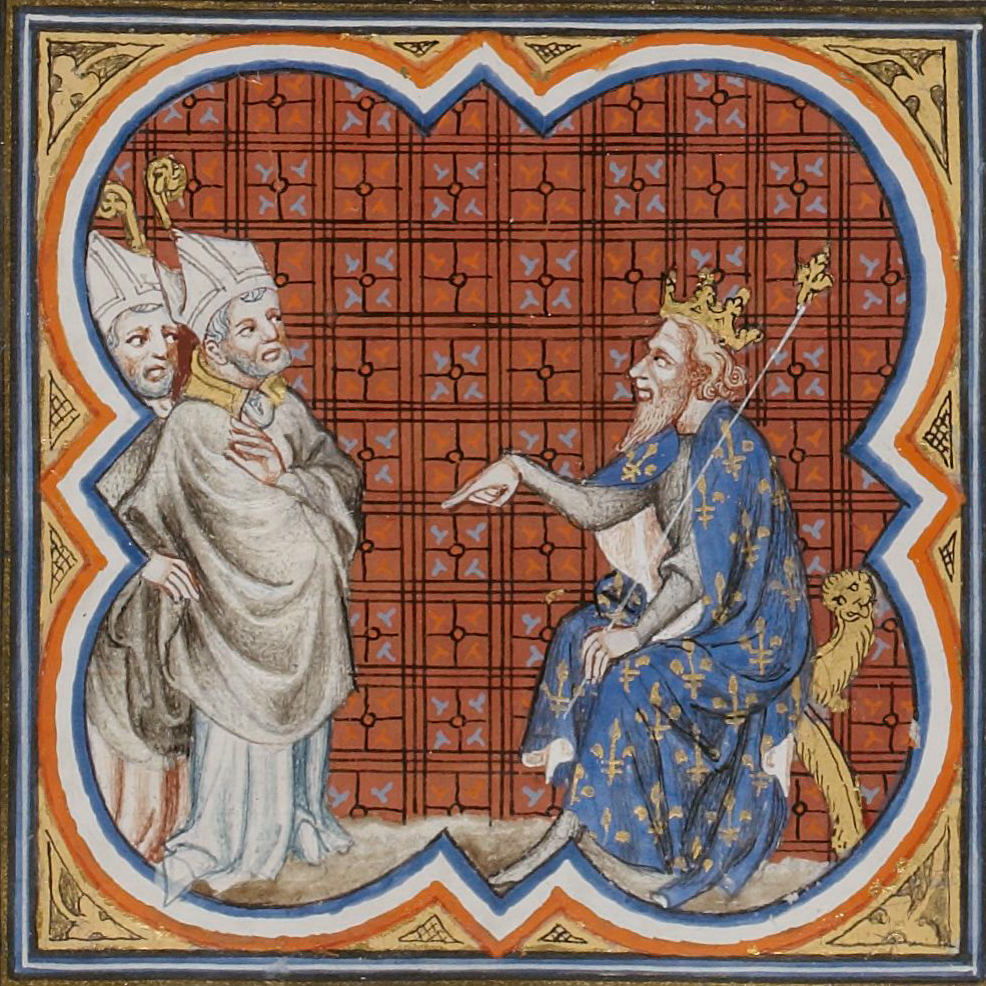
Хільперік I звинувачує у зраді Григорія Турського. Мініатюра з Великих французьких хронік. XIV століття, Париж, Франція

Творчість Венанція Фортуната зіграла важливу роль в розвитку пізньої латинської літератури, завдяки тому, що він писав в той час, коли просодія переходила від кількісних віршів класичної латини до метричного акценту середньовічної латини. У творах відчувається сильний вплив давньоримських авторів, але він не став механічно копіювати античних поетів, а прагнув, на основі знайомства з їх творчістю, виробити свій власний стиль. Його вірші становлять значний культурно-історичний інтерес та відрізняються своєю досконалістю. Мова його поезії дуже жива та містить багато рис народної мови та неологізмів, переважно з грецької мови, вивчення якого також вплинуло на формування його стилю. Нерідко у його творах можна виявити велику спостережливість та живе почуття природи, яку Венанцій любив зображати з релігійним сприйняттям в християнському переломленні. Це чітко простежується в знаменитій поемі Венанція Фортуната «Про моє плавання».
Як і більшість поетів того часу, Венанцій Фортунат насолоджується описом побаченого, але при написанні об'ємних творів йому не завжди вдавалося витримувати стиль, який стає ритмічно неприродним. Його лексикон досить різноманітний, однак все-таки недостатньо повний, і хоча його мова досить точна, але затьмарена деякою невизначеністю. Ці дефекти могли б здаватися нестерпними, якби він не використав у своїх віршах традиції латинської поезії античних авторів, які вносять в оповідь певну тверезість. Модель віршування Венанція вельми одноманітна. Своєю пристрастю до двовіршів він заклав основи каролингської поезії. Венанцій, як істинно римський поет, висловлює з особливою щирістю почуття інтимності та ніжності, особливо, коли малює сумні та тривожні події. З великим успіхом описує емоції, викликані трагічними випадками з життя оточуючих його людей, особливо в серцях жінок, які в ті часи дуже часто ставали жертвами жорстоких пристрастей.
Твори Венанція Фортуната суцільно просякнуті алегоричною поезією, причому основну її частину становили улесливі вихваляння високопоставлених адресатів, без яких в той час, особливо в його становищі, було ніяк не можна обійтися. Венанцій був чужинцем в Галлії. Аби знайти собі друзів, йому доводилося звеличувати чесноти місцевої аристократії. Він вважався одним із найвидатніших поетів у цій царині. З дня свого прибуття в Галлію уклав велику кількість поетичних контрактів, причому йому постійно надходили нові пропозиції від різних королів, єпископів, дворян та жінок. Венанцій використовував поезію для зміцнення авторитету в суспільстві, також вона сприяла його політичним ідеям, які він підтримував. Ці ідеї були висунуті його друзями — Радегундою і Григорієм Турським. Венанцій Фортунат передавав їх особисті думки за допомогою свого поетичного дару. Просуваючись службовими сходинами, був майстром-невидимкою та протягом всього свого життя був у фаворі серед більшості своїх знайомих, підтримуючи прогресивні тенденції франкської королівської сім'ї.
З точки зору деяких істориків, Венанцій Фортунат «прорубав ще одне вікно» у світ епохи Меровінгів. Для цього періоду історії Франції найважливішим джерелом є «Історія франків» (Historia Francorum) Григорія Турського. Його особисті та політичні погляди досить добре відомі, тому об'єктивність його суджень може піддаватися сумніву. Хоча Венанцій часто прагнув прикрасити навколишню дійсність або просто створював «макет» справжніх подій, у ситуаціях, які він описував, завжди була присутня частка правди, будь то його класичні похвальні слова в панегірику з приводу шлюбу Сігіберта I та Брунгільди, чи його спроба виправити поганого короля Хільперіка I, нагадавши йому риси ідеального правителя. При цьому він зображував альтернативне представлення всього, що відбувалося, яке часом відрізнялося від думки Григорія Турського. Виходячи з особливостей менталітету освічених жителів Галлії епохи [Меровінгів, позиція Венанція може бути більш об'єктивною та кращою від точки зору Григорія Турського.